# Eurhynchium sprengelii
Eurhynchium sprengelii là một loài Rêu trong họ Brachytheciaceae. Loài này được (Müll. Hal.) A. Jaeger mô tả khoa học đầu tiên năm 1878.